# Hérouville-Saint-Clair
Hérouville-Saint-Clair (wymowaⓘ) – miejscowość i gmina we Francji, w regionie Normandia, w departamencie Calvados.
Według danych na rok 1990 gminę zamieszkiwało 24 795 osób, a gęstość zaludnienia wynosiła 2330 osób/km² (wśród 1815 gmin Dolnej Normandii Hérouville-Saint-Clair plasuje się na 4. miejscu pod względem liczby ludności, natomiast pod względem powierzchni na miejscu 467.).